# La storia di Anna Frank
La storia di Anna Frank (Anne Frank: The Whole Story) è una miniserie televisiva tratta dal libro Anne Frank: The Biography di Melissa Müller, trasmessa dalla TV americana ABC il 20 e 21 maggio 2001. Si tratta di un film controverso perché in linea con l'affermazione fatta da Melissa Müller afferma tra l'altro che il traditore anonimo della famiglia Frank in realtà non è mai stato svelato. Il disaccordo tra i produttori e la Fondazione Anna Frank circa la validità di questo e altri dettagli ha portato alla revoca della loro approvazione della drammatizzazione, che ha impedito l'uso delle citazioni dagli scritti di Anna Frank che comparivano all'interno della produzione.
Hannah Taylor-Gordon ha ricevuto due candidature, sia ai Golden Globe che agli Emmy Award per la sua interpretazione di Anna Frank, mentre Ben Kingsley ha vinto un  Actor Guild Award per la sua interpretazione di Otto Frank, il padre di Anna.

## Trama
Amsterdam, 1939. Anna Frank comincia a capire che il suo mondo intorno a lei sta cominciando a cambiare: i nazisti invadono i Paesi Bassi e a lei e alla sua famiglia vengono sempre più sottratti i diritti civili. Sono costretti a registrarsi come ebrei e ad indossare stelle gialle ed Anna deve lasciare la sua scuola per frequentare un liceo ebraico. 
Per il suo tredicesimo compleanno Anna ricevette in regalo un diario che usa subito per scrivervi i suoi pensieri. Poche settimane più tardi, in una domenica del luglio del 1942, Margot, sorella di Anna, viene convocata dai tedeschi per essere deportata in un "campo di lavoro". A quel punto il padre Otto Frank si trasferisce quindi con la sua famiglia in un alloggio segreto, seguito a breve da un'altra famiglia ebrea.  
Il 4 agosto 1944 i Frank vengono traditi dalla donna delle pulizie che rivela l'alloggio segreto dove lei risiede. Gli otto clandestini vengono arrestati e il diario di Anna cade sul pavimento dimenticato da tutti. 
In seguito, i Frank vengono portati con un treno al campo di transito di  Westerbork, poi ad Auschwitz, e infine a Bergen-Belsen dove Anna, nonostante la sua voglia di vivere, troverà la morte.
Il padre Otto riesce a sopravvivere e dopo la guerra cerca informazioni sulle sue figlie, scopre che sono morte entrambe e ritrova il vecchio diario di Anna, pieno di ricordi e decide di pubblicarlo.

## Il film in VHS e DVD
Anne Frank: The Whole Story è stato pubblicato in VHS e DVD il 28 agosto 2001 da Buena Vista Home Entertainment.

## I commenti
Anne Frank: The Whole Story ha avuto un buon successo da parte della critica e degli spettatori. Il New York Post ha commentato la mini-serie "innegabilmente potente", mentre altri hanno detto che è "un omaggio mozzafiato".